# Modo de fazer artesanal do queijo em Minas Gerais
Nota: Se procura o tipo frescal dos queijos mineiros, consulte Queijo-de-minas frescal
O Modo artesanal de fazer queijo em Minas Gerais é um patrimônio cultural imaterial brasileiro, conforme registro feito pelo Conselho Consultivo do IPHAN no Livro do Registro dos Saberes em 13 de junho de 2008.
O instituto inventariou as regiões do Serro, Serra da Canastra e Serra do Salitre, em Minas Gerais, onde predominam fazendas que produzem o queijo com peculiaridades.
O documentário O Mineiro e o Queijo, de Hélcio Ratton, mostra as características e diferenças produtivas do queijo dessas regiões.

## Origem
A origem do modo de produção do queijo artesanal e do centro-norte de Portugal, de onde veio a maioria dos imigrantes de Minas Gerais. Os primeiros indícios desse tipo de produção artesanal, feita com leite cru, são do final do século XVIII, de acordo com José Newton Coelho Meneses, historiador e professor da Escola de Veterinária da UFMG. Inventários e listas de compras indicam também que na época o queijo minas era caro e consumido pela elite.

## Características
O modo de fazer nas regiões inventariadas é parecido, apesar de haver diferenças sobre quem faz: na Canastra e no Alto Paranaíba há muitas mulheres na produção; no Serro, porém, elas estão vetadas por terem mão quente ou impregnada de cosméticos.
Os queijos artesanais são preparados com leite cru (in-natura), ao contrário do método industrial, que usa processos mecanizados de produção, além de pasteurizar o leite e matar todas as bactérias.
A receita do queijo do Serro teria sido trazida para o Brasil no século XVIII por portugueses que vieram da região da Serra da Estrela. Em Minas, a técnica foi adaptada e o queijo do Serro, mais úmido e ácido, é valorizado pelo mercado.
Assim como o queijo do Serro, os queijos produzidos nas regiões inventariadas têm sabor característico e inconfundível,
que remonta aos tempos coloniais. O processo usa coalho, pingo (fermento) e leite cru na composição do queijo, apresenta pequenas variedades e é passado de geração a geração. É considerado mais ácido, salgado e massudo que os das outras regiões inventariadas.
O sabor específico dos queijos é definido por fatores físicos, geográficos e naturais, como clima, relevo e vegetação, e das diferentes técnicas empregadas, da cultura láctica, do tipo de coagulante e das condições de maturação.
A receita registrada inclui a descrição de todos os processos que envolvem a produção do queijo típico, como ordenha, filtragem, coagulação, quebra da coalhada e mexedura, dessoragem, enformagem, prensagem manual, viradas e salgas, colhimento do pingo, remoção de mesa, desenformagem e grossagem,  curtimento e limpeza.
No Serro, o queijo é menor, consumido mais fresco, tem maior acidez, coloração mais clara e consistência macia.
Na Serra da Canastra, é maior, cremoso e amarelado, além de ser consumido mais maturado.As tradições orais apontam a água oriunda do São Francisco, o capim-gordura e a tradição familiar como os ingredientes responsáveis pelas características do queijo dessa região.
Os do Alto Paranaíba/Cerrado são parecidos com o da Canastra, mas são mais suaves, apresentando, entre os três tipos, maior semelhança com o queijo industrial.
Em estudo da UFV, constatou-se que os queijos artesanais mineiros das regiões que constam no Registro feito pelo IPHAN apresentam as mesmas contagens bacterianas de queijos europeus.
Segundo José Newton Coelho Meneses, da UFMG e que coordenou o estudo que inventariou os queijos registrados, o queijo é um produto identitário, intimamente ligado ao cotidiano dos homens e mulheres das cidades que constam no processo de registro. Ele ainda defende que "a cultura não é imaterial, ela é materializada nas manifestações".

## Vantagens do registro
Estudos sobre o modo de fazer queijo em algumas regiões mineiras começaram em 2004, quando associações de produtores locais pediram ao IEPHA o registro da tradição como patrimônio imaterial de Minas, a partir de um movimento de resistência à propaganda de que o queijo artesanal faria mal à saúde e que sua produção deveria ser proibida.
O IEPHA, seis anos antes do IPHAN, reconheceu a fabricação do queijo como patrimônio imaterial, o primeiro a receber essa titulação no Estado.
Com o Registro nacional da forma de produção do queijo em regiões mineiras, estão sendo criadas políticas para desenvolvimento e promoção, como incentivo à pesquisa e à associatividade, além de estratégias de divulgação.
A valorização do bem registrado como produto pode ser uma consequência. A agricultura familiar, majoritária na produção, ganha mais ocupação e renda, o que permite a fixação das famílias no campo e no ambiente de origem.

## Comercialização
A produção do queijo com leite cru chegou a ser condenada por questões de segurança alimentar pelo Ministério da Agricultura que tirou o queijo artesanal da comercialização clandestina ao estipular um prazo mínimo de maturação de 60 dias antes do produto chegar aos pontos de venda. Esse pré-requisito levou ao contrabando do produto fora de Minas Gerais, pois, ao atingir o período estipulado pelo ministério, o queijo fica muito duro e perde valor de mercado.
As restrições fitossanitárias também geraram superoferta, queda do preço e desinteresse das novas gerações em dar continuidade ao ofício.
A comercialização do produto com menos de 60 dias de fabricação aconteceu apenas dentro de Minas Gerais até o Ministério da Agricultura, Pecuária e Abastecimento (Mapa) publicar uma instrução normativa no Diário Oficial da União (DOU) no dia 16 de dezembro de 2011.
Por meio dessa norma o produto com menos tempo de maturação passou a ser comercializado em outros estados e exterior desde que seja originário de propriedades livres de tuberculose, brucelose e que tenham controle da mastite.